# Unterseeboot 447
L'Unterseeboot 447 ou U-447 est un U-Boot type VIIC utilisé par la Kriegsmarine pendant la Seconde Guerre mondiale.
Le sous-marin est commandé le 6 août 1940 à Dantzig (Schichau-Werke), sa quille posée le 1er juillet 1941, il est lancé le 30 avril 1942 et mis en service le 11 juillet 1942, sous le commandement de l'Oberleutnant zur See Friedrich-Wilhelm Bothe.
L'U-447 n'endommagea ou ne coula aucun navire au cours des deux patrouilles (44 jours en mer) qu'il effectua.
Le sous-marin participe à trois Rudeltaktik.
Il est coulé au large de Gibraltar en mai 1943.

## Conception
Unterseeboot type VII, l'U-447 avait un déplacement de 769 tonnes en surface et 871 tonnes en plongée. Il avait une longueur totale de 67,10 m, un maître-bau de 6,20 m, une hauteur de 9,60 m, et un tirant d'eau de 4,74 m. Le sous-marin était propulsé par deux hélices de 1,23 m, deux moteurs diesel Germaniawerft M6V 40/46 de 6 cylindres en ligne de 1 400 cv à 470 tr/min, produisant un total de 2 060 à 2 350 kW en surface et de deux moteurs électriques AEG GU 460/8-276 de 375 cv à 295 tr/min, produisant un total 550 kW, en plongée. Le sous-marin avait une vitesse en surface de 17,7 nœuds (32,8 km/h) et une vitesse de 7,6 nœuds (14,1 km/h) en plongée. Immergé, il avait un rayon d'action de 80 milles marins (150 km) à 4 nœuds (7,4 km/h; 4,6 milles par heure), et pouvait atteindre une profondeur de 230 m. En surface son rayon d'action était de 8 500 milles nautiques (soit 15 700 km) à 10 nœuds (19 km/h). 
L'U-447 était équipé de cinq tubes lance-torpilles de 53,3 cm (quatre montés à l'avant et un à l'arrière) qui contenait quatorze torpilles. Il était équipé d'un canon de 8,8 cm SK C/35 (220 coups) et d'un canon antiaérien de 20 mm Flak. Il pouvait transporter 26 mines TMA ou 39 mines TMB. Son équipage comprenait 4 officiers et 40 à 56 sous-mariniers.

## Historique
Il sert dans la 8. Unterseebootsflottille (flottille d'entrainement) jusqu'au 28 février 1943 et dans la 9. Unterseebootsflottille jusqu'à sa perte. 
L'U-447 est coulé le 7 mai 1943 dans l'Atlantique Nord, à l'ouest de Gibraltar, à la position 35° 30′ N, 11° 55′ O, par des charges de profondeurs lancées par un bombardier Lockheed Hudson du 233e escadron de la RAF.
Les 48 membres d'équipage meurent dans cette attaque.

## Affectations
- 8. Unterseebootsflottille du 11 juillet 1942 au 28 février 1943 (Période de formation).
- 9. Unterseebootsflottille du 1er mars 1943 au 7 mai 1943 (Unité combattante).

## Commandement
- Oberleutnant zur See Friedrich-Wilhelm Bothe du 11 juillet 1942 au 7 mai 1943.

## Patrouilles
|       | Commandant            | Départ          | Départ | Arrivée      | Arrivée | Jours    | Succès |
| ----- | --------------------- | --------------- | ------ | ------------ | ------- | -------- | ------ |
| 1     | Oblt. Friedrich Bothe | 20 février 1943 | Kiel   | 24 mars 1943 | Brest   | 33 jours |        |
| 2     | Oblt. Friedrich Bothe | 27 avril 1943   | Brest  | 7 mai 1943   | Coulé   | 11 jours |        |
| Total | Total                 | Total           | Total  | Total        | Total   | 44 jours | 0 t    |

Note : Oblt. = Oberleutnant zur See

### Rudeltaktik
L'U-447 prit part à trois Rudeltaktik (meutes de loup) durant sa carrière opérationnelle.
- Neuland (4-6 mars 1943)
- Ostmark (6-11 mars 1943)
- Drossel (29 avril – 7 mai 1943)